# Большезетымское (сельское поселение)
Большезеты́мское — упразднённое муниципальное образование со статусом сельского поселения в Дебёсском районе Удмуртии Российской Федерации.
Административный центр — деревня Большой Зетым.
Законом Удмуртской Республики от 30.04.2021 № 40-РЗ к 23 мая 2021 года упразднено в связи с преобразованием муниципального района в муниципальный округ.

## История
Статус и границы сельского поселения установлены Законом Удмуртской Республики от 14 июля 2005 года № 45-РЗ «Об установлении границ муниципальных образований и наделении соответствующим статусом муниципальных образований на территории Дебёсского района Удмуртской Республики»

## Население
| 2010 | 2012 | 2013 | 2014 | 2015 | 2016 | 2017 |
| ---- | ---- | ---- | ---- | ---- | ---- | ---- |
| 553  | ↘533 | ↘530 | ↘525 | ↘504 | ↗509 | ↗510 |
| 2018 | 2019 | 2020 |      |      |      |      |
| ↘501 | ↘490 | ↘484 |      |      |      |      |

## Состав сельского поселения
| № | Населённый пункт             | Тип населённого пункта          | Население |
| - | ---------------------------- | ------------------------------- | --------- |
| 1 | Бибаньгурт                   | деревня                         | →0        |
| 2 | Большой Зетым                | деревня, административный центр | ↘309      |
| 3 | Верхний Сылызь               | деревня                         | →0        |
| 4 | Жилые Дома Кирпичного Завода | посёлок                         | ↘100      |
| 5 | Леваньгурт                   | деревня                         | ↘1        |
| 6 | Малый Зетым                  | деревня                         | ↘123      |